# Tết Lào

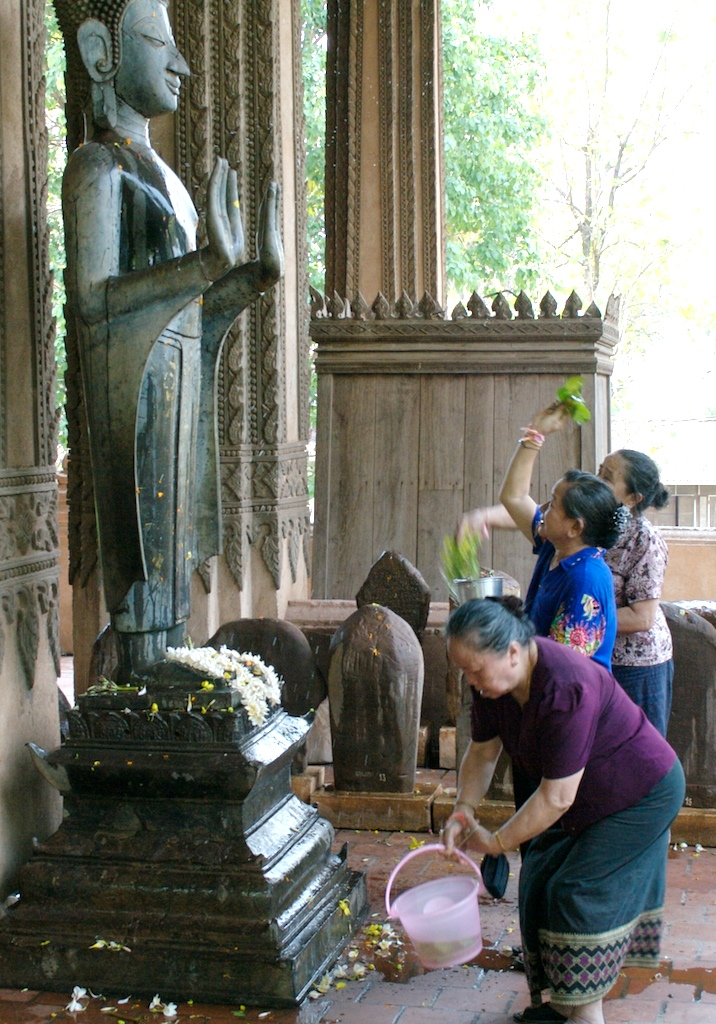
Dùng hoa vẩy nước tắm tượng Phật

Tết Lào (tiếng Lào: ປີໃໝ່ລາວ; phiên âm: Bunpimay, Pi Mai, Pee Mai, Koud Song Kane hay Bunhot Nậm) diễn ra từ 14 đến 16/4 hằng năm. Đây là Tết theo Phật lịch vì ở Lào, đạo Phật từ lâu đã trở thành quốc đạo. Người dân té nước để cầu may, bình yên cho cả năm. Cũng như người dân Thái Lan và Campuchia, lễ hội Bunpimay mang ý nghĩa đem lại sự mát mẻ, phồn vinh cho vạn vật, ấm no hạnh phúc thanh khiết hóa cuộc sống của con người. Bunpimay là dịp để nuôi dưỡng và hun đúc nghệ thuật dân tộc.

## Nguồn gốc lễ hội

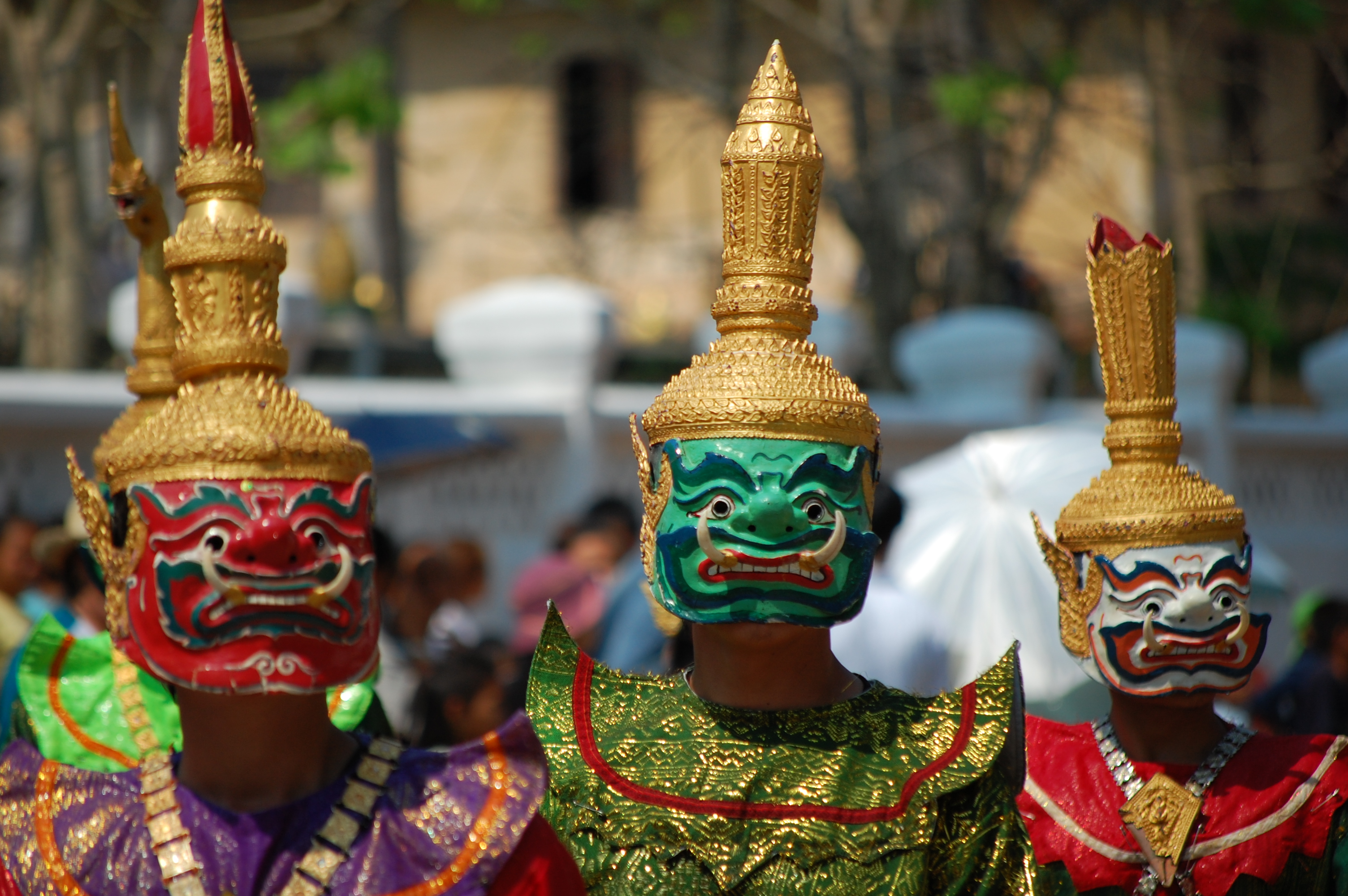
Tái hiện lại các nhân vật huyền thoại trong ngày Tết

## Nguồn gốc ngày Tết Bunpimay

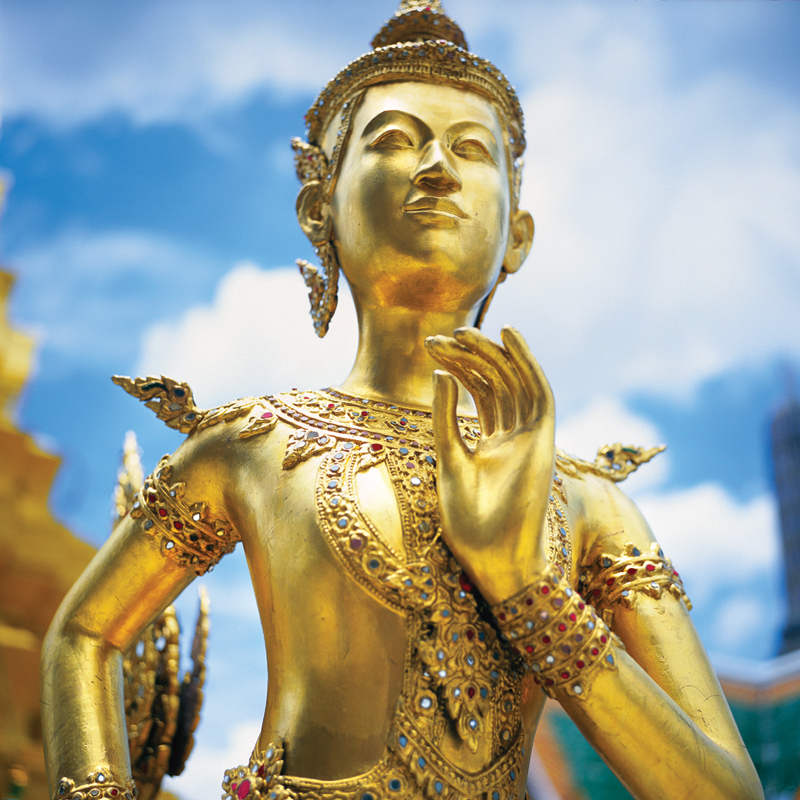
Một loại chim thần nửa người nửa chim được thấy ở cả ba nước Lào - Campuchia - Thái Lan

### Té nước

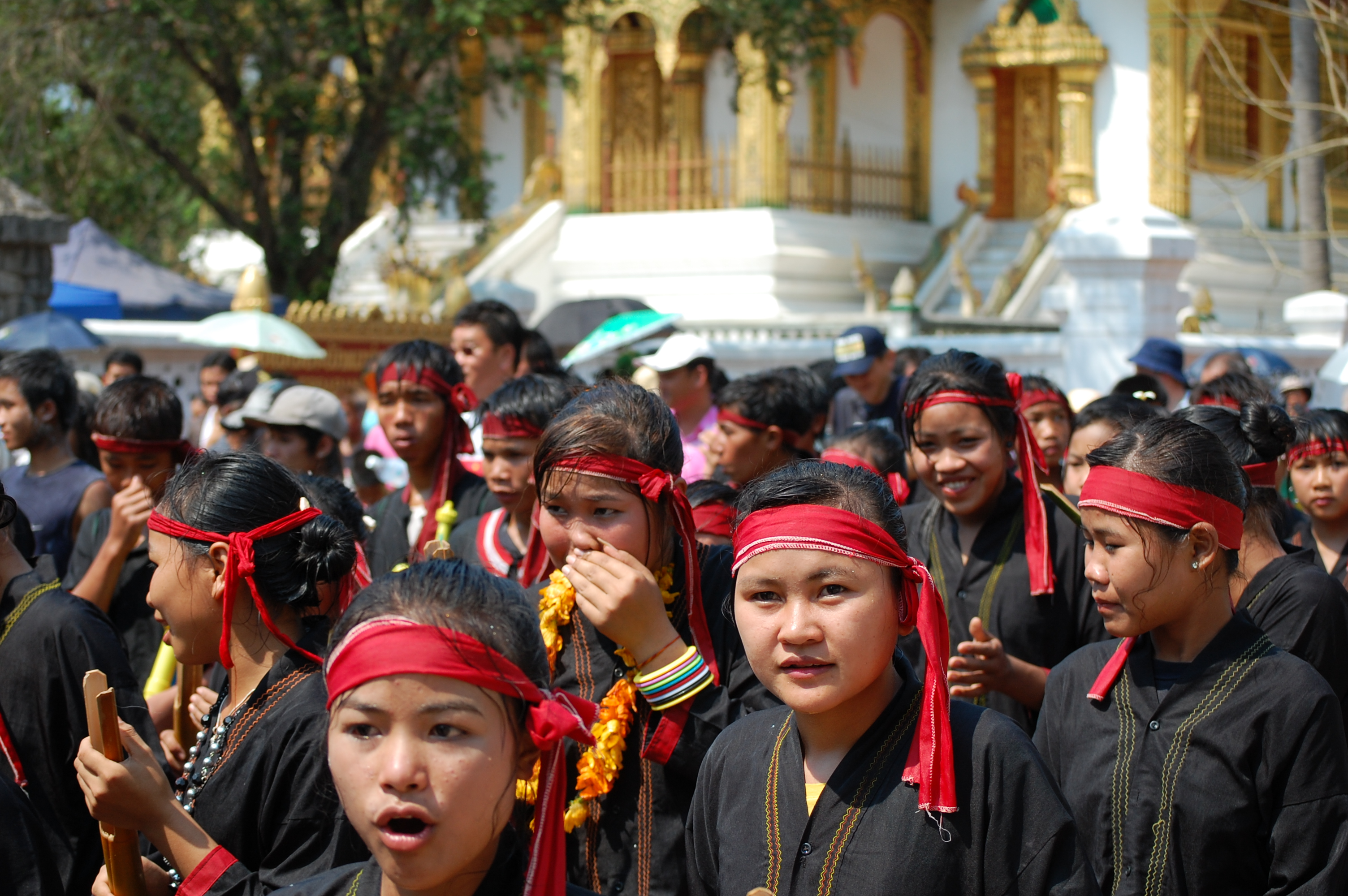
Tết Lào là sự tham gia của cả cộng đồng
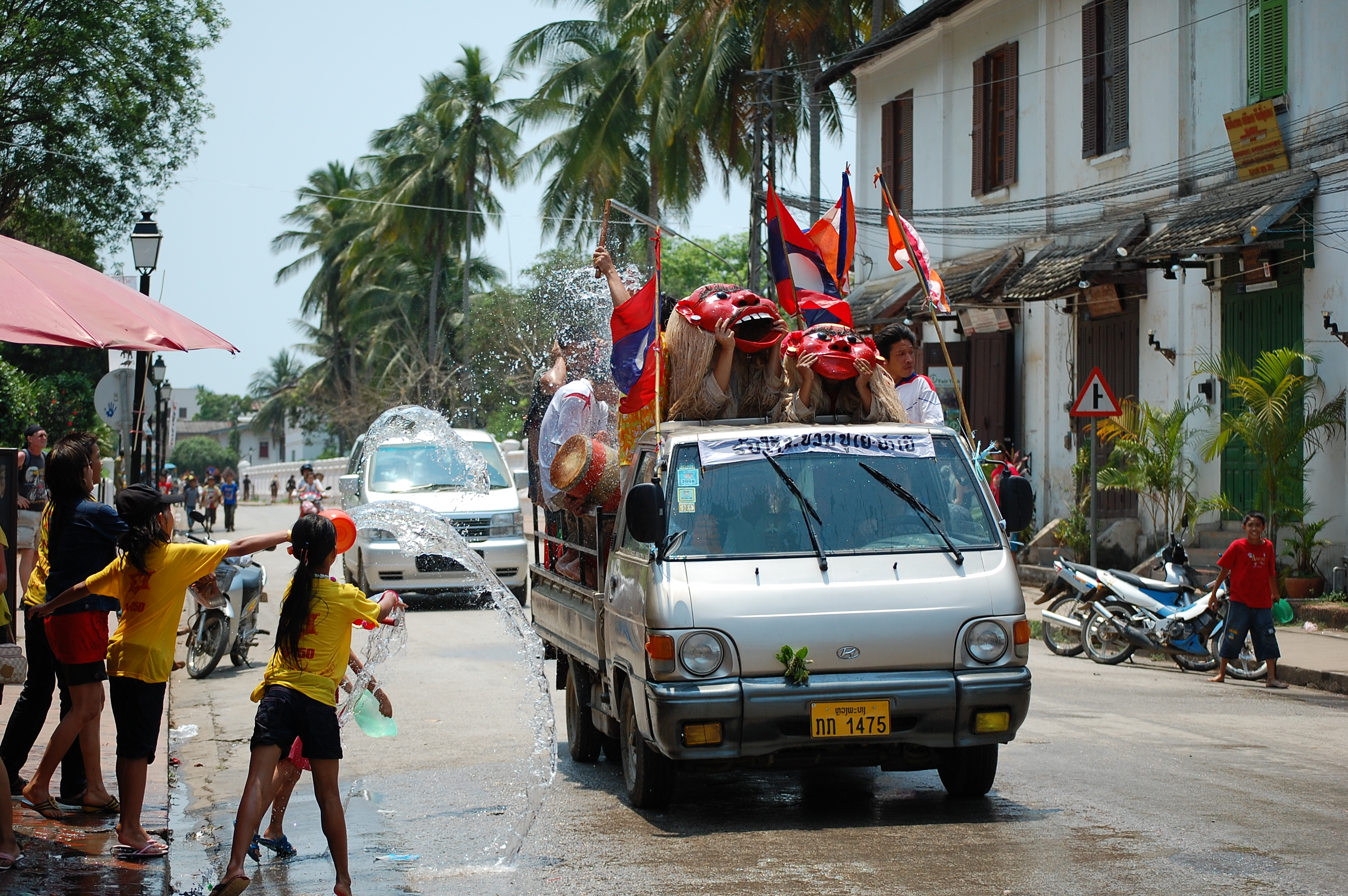
Lễ hội té nước
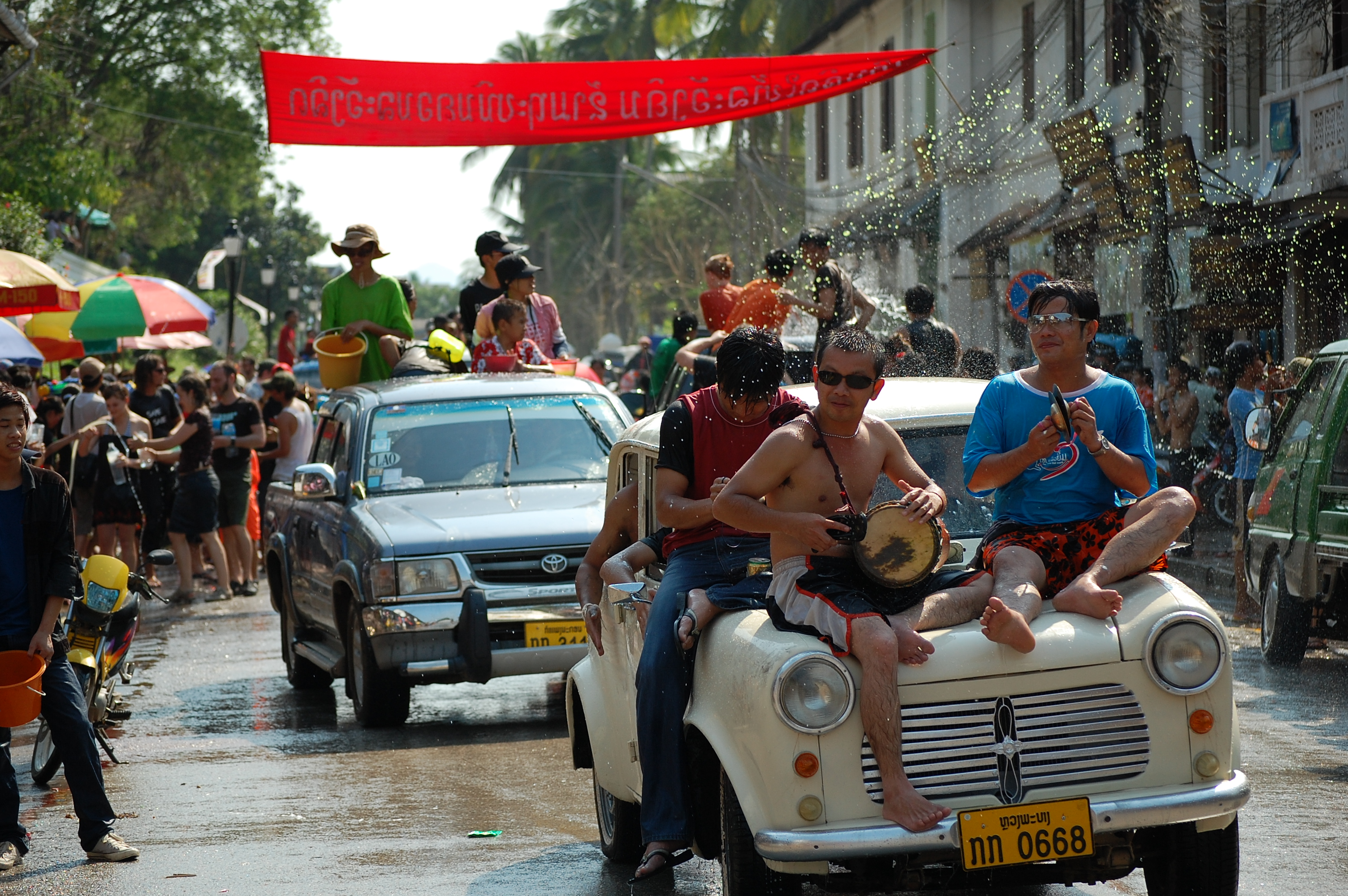
Một cảnh té nước trong Tết Lào tại Luông Pra Băng
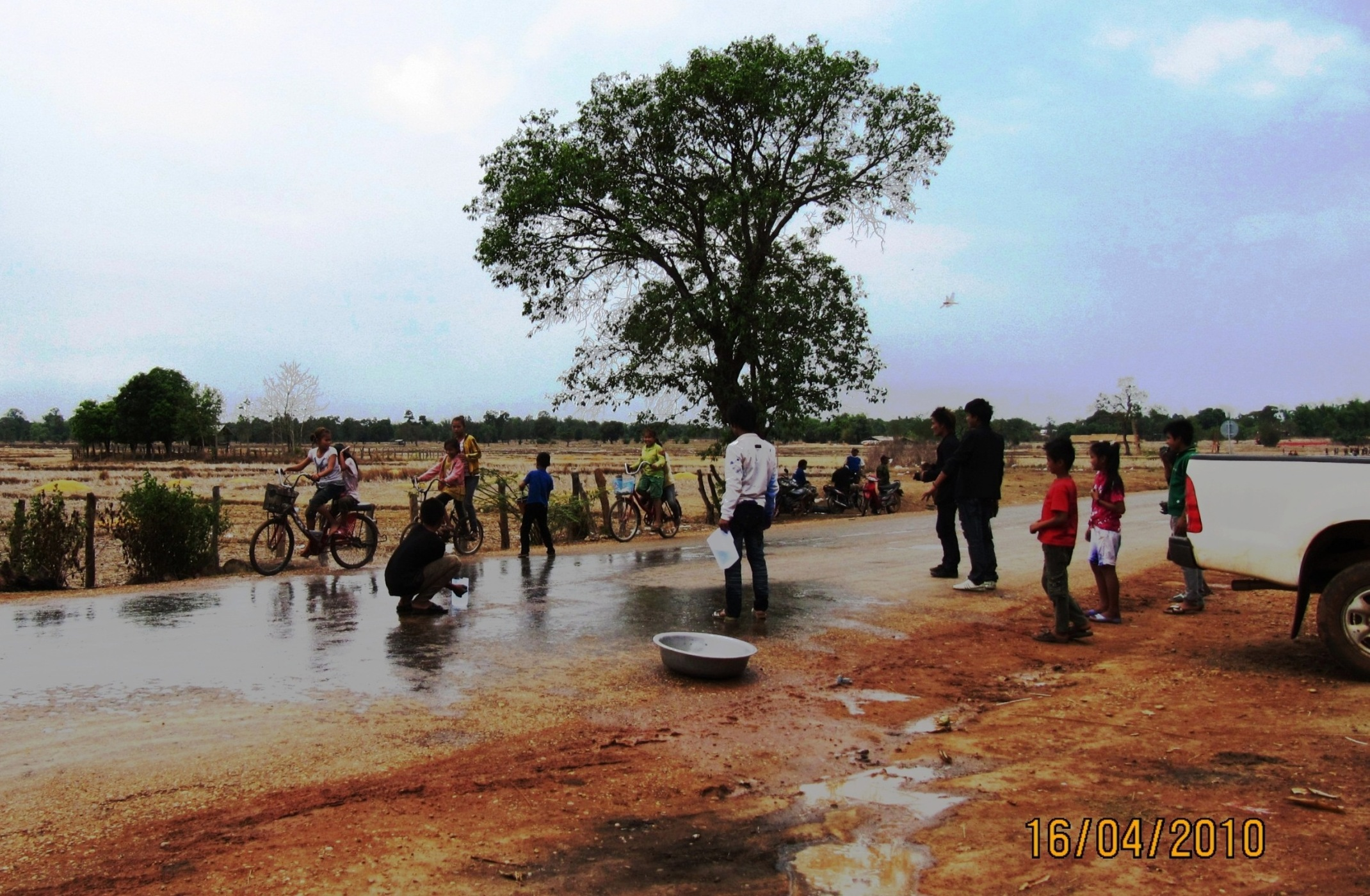
Té nước trong Tết Lào ở nông thôn Nong Bok
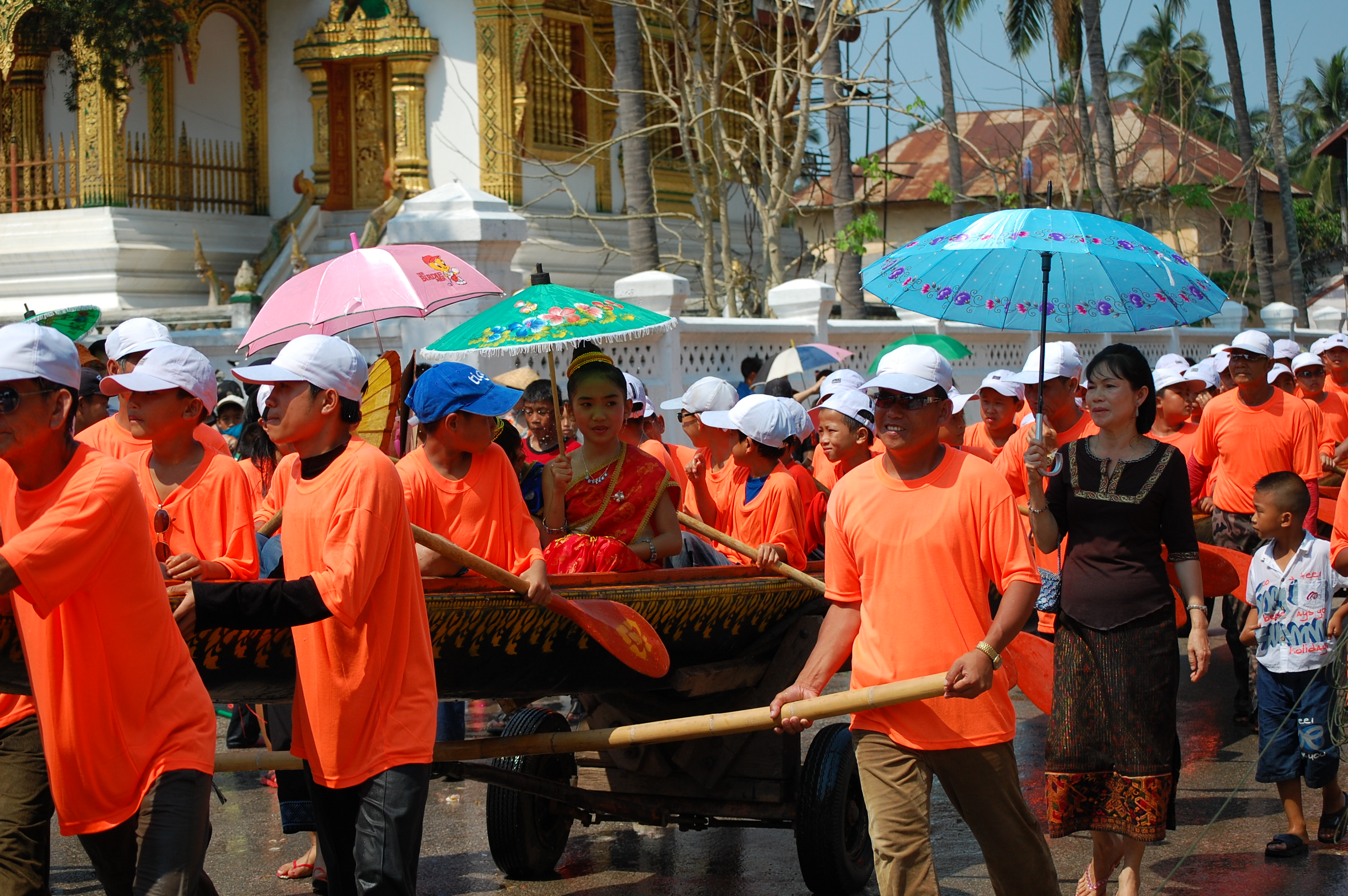
Đẩy thuyền rồng trong ngày Tết
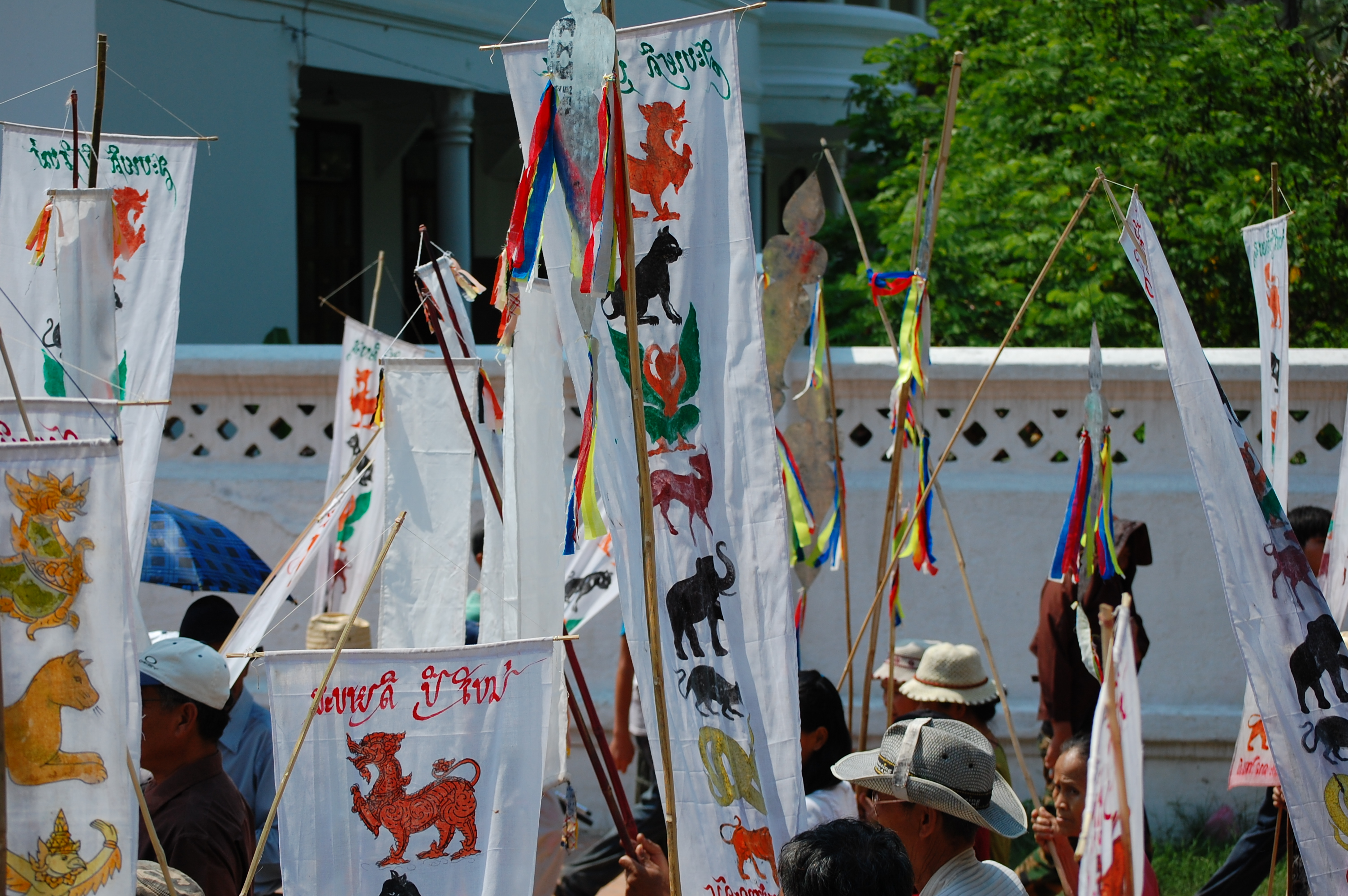
Cờ trang trí trong ngày hội
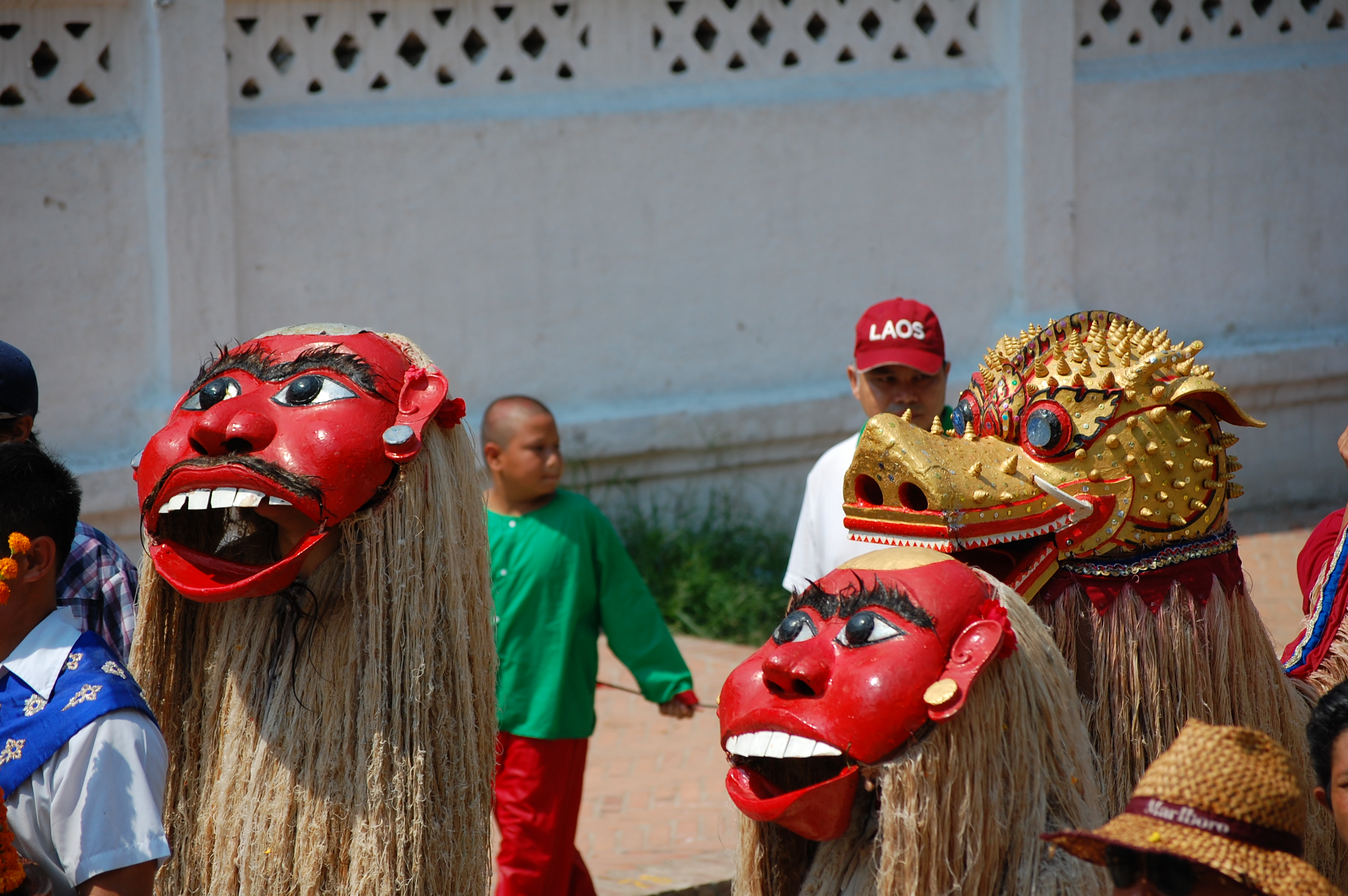
Hóa trang trong ngày Tết

### Ăn món lạp

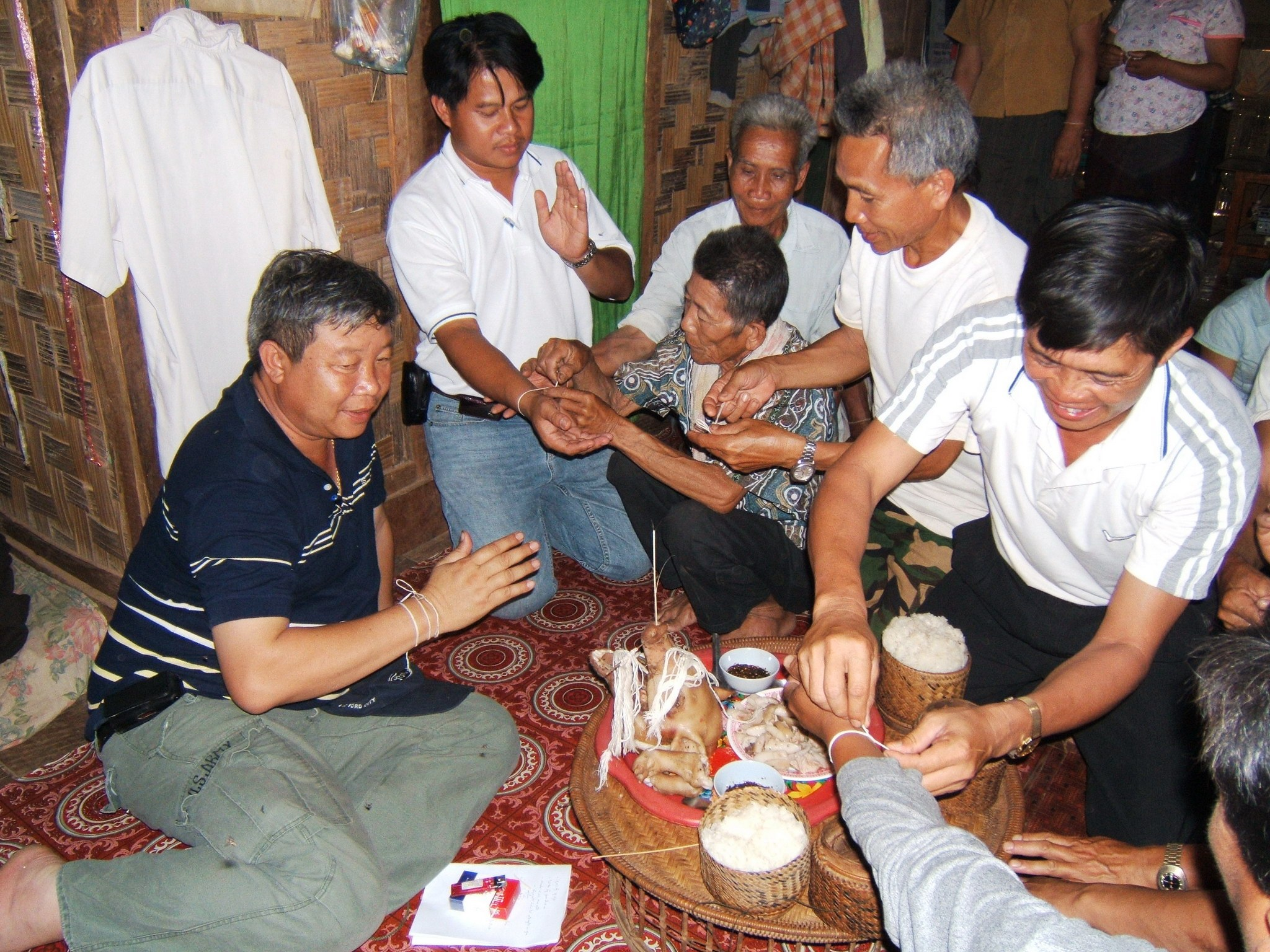
Buộc chỉ cổ tay ở Ban Thasala muang Khamkeuth tỉnh Borikhamxay.